# Nederlandse kampioenschappen schaatsen afstanden 2021 - 500 meter mannen
De 500 meter mannen op de Nederlandse kampioenschappen schaatsen afstanden 2021 werd gehouden op vrijdag 30 oktober 2020 in Thialf in Heerenveen. De wedstrijd ging over twee omlopen die bij elkaar opgeteld werden. Titelverdediger was Dai Dai N'tab, die beide omlopen won en zijn vierde titel pakte.

## Uitslag
| #      | Schaatser             | Tijd 1     | Tijd 2     | Punten |
| ------ | --------------------- | ---------- | ---------- | ------ |
| Goud   | Dai Dai N'tab         | 34,80 (1)  | 34,84 (1)  | 69,640 |
| Zilver | Hein Otterspeer       | 35,02 (2)  | 34,86 (2)  | 69,880 |
| Brons  | Kai Verbij            | 35,13 (3)  | 35,24 (3)  | 70,370 |
| 4      | Lennart Velema        | 35,36 (4)  | 35,34 (5)  | 70,700 |
| 5      | Tijmen Snel           | 35,39 (6)  | 35,31 (4)  | 70,700 |
| 6      | Jesper Hospes         | 35,46 (8)  | 35,42 (7)  | 70,880 |
| 7      | Merijn Scheperkamp    | 35,37 (5)  | 35,53 (8)  | 70,900 |
| 8      | Stefan Westenbroek    | 35,58 (9)  | 35,36 (6)  | 70,940 |
| 9      | Thomas Geerdinck      | 35,85 (11) | 35,71 (9)  | 71,560 |
| 10     | Serge Yoro            | 35,64 (10) | 35,95 (10) | 71,590 |
| 11     | Gijs Esders           | 35,86 (12) | 36,05 (11) | 71,910 |
| 12     | Joost Van Dobbenburgh | 36,16 (14) | 36,09 (12) | 72,250 |
| 13     | Tom Kant              | 36,21 (15) | 36,17 (14) | 72,380 |
| 14     | Thijs Govers          | 36,56 (17) | 36,13 (13) | 72,690 |
| 15     | Elwin Jongman         | 36,36 (16) | 36,70 (15) | 73,060 |
| NF     | Kjeld Nuis            | 35,40 (7)  | NS         | NF     |
| DQ     | Mika van Essen        | 36,14 (13) | DQ         | DQ     |
| DQ     | Sebas Diniz           | DQ         | 36,98 (16) | DQ     |

1987 · 
1988 · 
1989 · 
1990 · 
1991 · 
1992 · 
1993 · 
1994 · 
1995 · 
1996 · 
1997 · 
1998 · 
1999 · 
2000 · 
2001 · 
2002 · 
2003 · 
2004 · 
2005 · 
2006 · 
2007 · 
2008 · 
2009 · 
2010 · 
2011 · 
2012 · 
2013 · 
2014 · 
2015 · 
2016 · 
2017 · 
2018 · 
2019 · 
2020 · 
2021 · 
2022 · 
2023 ·
2024 · 
2025